# 須高
須高（すこう）は、長野県の須坂市と上高井郡の町村を総称した地域名。須坂の「須」と上高井の「高」を合わせたもの。
北信地方の長野地域に位置する。

## 該当市町村
- 須坂市
- 上高井郡
  - 小布施町
  - 高山村

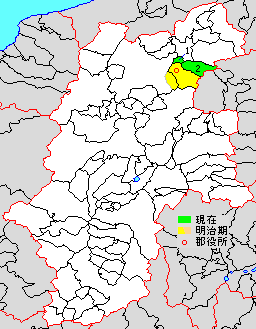
黄色地に○：須坂市
緑色地に1：小布施町
緑色地に2：高山村
黄色地に無印：長野市若穂

かつて上高井郡にあった長野市若穂地区（旧・上高井郡若穂町）を含む場合がある。

## 面積
| 市町村名                 | 須坂市     | 小布施町   | 高山村     | 長野市若穂地区 |
| ------------------------ | ---------- | ---------- | ---------- | -------------- |
| 面積（市町村・地区ごと） | 149.67 km2 | 19.12 km2  | 98.56 km2  | 56.29 km2      |
| 合計面積（若穂含めず）   | 267.35 km2 | 267.35 km2 | 267.35 km2 | -              |
| 合計面積（若穂含む）     | 323.64 km2 | 323.64 km2 | 323.64 km2 | 323.64 km2     |

## 人口
| 市町村名                 | 須坂市  | 小布施町 | 高山村  | 長野市若穂地区 |
| ------------------------ | ------- | -------- | ------- | -------------- |
| 人口（市町村・地区ごと） | 48326人 | 10625人  | 6140人  | 11862人        |
| 合計人口（若穂含めず）   | 65091人 | 65091人  | 65091人 | -              |
| 合計人口（若穂含む）     | 76953人 | 76953人  | 76953人 | 76953人        |

- 出典：須坂市・小布施町・高山村は推計人口（2025年2月1日）、若穂地区は長野市地区別年齢別人口（2022年1月1日、若穂管内）[2]。

## 用例
- 須高農業協同組合（JA須高） - かつて須坂市・小布施町・高山村を管轄した農業協同組合。現在は広域合併によりながの農業協同組合の「須高ブロック」となる。なお、長野市若穂地区は若穂農業協同組合（JA若穂）→グリーン長野農業協同組合（JAグリーン長野）。
- 須高広域農道（北信濃くだもの街道） - 須坂市を起点に小布施町を経て中野市に至る。
- 須高ケーブルテレビ - 須坂市・小布施町・高山村をサービスエリアとしていたケーブルテレビ局。現名称・株式会社Goolight（グーライト）。
- 長野圏域大規模氾濫減災協議会は須坂市・小布施町・高山村を須高地域と総称している。なお、長野市若穂地区は長野地域に含む（平成29年度資料「水防災意識社会 再構築ビジョン」に基づく長野圏域（須高地域）の減災に係る取組方針および同（長野地域）以下略を参照）[3]。
- 須坂新聞は、須坂市・小布施町・高山村・ 長野市若穂地区を購読エリアとしている。公式ウェブサイト上では、「須高地域（須坂市・小布施町・高山村・長野市若穂地区） で購読」（引用）と若穂を含めて須高地域と言う例と、「須高地区+長野市若穂」と分けて言う例が混在している[4]。
- 須高郷土史研究会 - 須坂市・小布施町・高山村・長野市若穂地区の歴史研究会[5]。
- 須高行政事務組合 - 1964年（昭和39年）、当時の須坂市・小布施町・若穂町（現・長野市）・高山村・東村（現・須坂市）によって設立された須高衛生施設組合を前身とする[6]。現在も須坂市・長野市・小布施町・高山村から組織されている（長野市若穂地区では下水処理業務のみ実施）[7]。
- 須高医師会 - 須坂市・小布施町・高山村・長野市若穂地区の医療機関が所属している[8]。